# Joséphine (bande dessinée)
Pour les articles homonymes, voir Joséphine.
 (juin 2011).
Si vous disposez d'ouvrages ou d'articles de référence ou si vous connaissez des sites web de qualité traitant du thème abordé ici, merci de compléter l'article en donnant les références utiles à sa vérifiabilité et en les liant à la section « Notes et références ».
 (juin 2011).
- Si vous ne connaissez pas le sujet, laissez ce bandeau (vous pouvez alors contacter les auteurs).
- Si vous supprimez le contenu mis en cause (vous pouvez préalablement contacter les auteurs),

argumentez précisément cette suppression dans la page de discussion
(un manque de référence n'est pas un argument ; une recherche réelle de référence doit avoir été effectuée, être formellement documentée).
Joséphine est une série de bande dessinée réalisée par Pénélope Bagieu, exposant les petits tracas quotidiens d'une trentenaire, teintée d'humour au second degré.

## Albums
1. Joséphine (paru en 09/2008)
2. Joséphine - Même pas mal (paru en 09/2009)
3. Joséphine - Change de camp (paru en 09/2010)

Il existe aussi une version coffret de la bande dessinée regroupant l'intégrale des albums.

### Tomes (Livre de poche)
1. Joséphine (mars 2010)
2. Joséphine - Même pas mal (mars 2011)
3. Joséphine - Change de camp (août 2012)

+ Joséphine - L'Intégrale (les 3 tomes en novembre 2010)

## Personnages
Joséphine est une trentenaire fleur bleue qui ne désespère pas de rencontrer l'homme idéal. Elle se donne donc les moyens de rencontrer l'homme parfait en fréquentant les bars, les salles de sport, les cours de dessins, Meetic... Mais c'est une blonde un peu maladroite et est souvent la cause de ses propres malheurs puisqu'elle a du mal à s'imposer, fait souvent des gaffes gênantes, essaye de gérer tant bien que mal sa vie professionnelle et amoureuse. Heureusement qu'elle peut compter sur ses amis.

### Amis
- Rose : C'est la meilleure amie de Joséphine. Rose est plus raisonnable, sensée et à l'écoute ce qui profite à Joséphine puisque Rose lui donne souvent de bons conseils, et est là en cas de problème. Bref Rose est présentée comme la bonne meilleure amie disponible répondant toujours présente pour remuer et divertir Joséphine tout comme Cyril.
- Cyril : C’est le meilleur ami de Joséphine. Cyril est présenté comme le meilleur ami homo par excellence. Il connaît par cœur Joséphine et ses manies et déborde de commentaires sarcastiques et piquants. De même que Rose il est toujours présent pour aider et conseiller Joséphine dans sa vie.

### Famille
- La sœur : Irène est la sœur de Joséphine et le contraire de Joséphine puisqu'elle apparaît comme une femme modèle, riche, coincée et sévère qui a réussi sa vie. Tout comme leur mère (en version jeune), Irène donne souvent des leçons de morale à Joséphine et fait des commentaires parfois de trop. Elle apparaît à chaque réunion de famille, lorsqu’il s’agit de faire des remontrances à Joséphine ou lorsqu’elle a besoin d’un service comme garder les enfants.
- La mère : Tout comme la sœur de Joséphine, elle répond toujours présente pour sermonner sa fille en lui rappelant qu'elle est seule.

### Boulot
- Chloé : Elle est une collègue de travail de Joséphine qui se définit comme une bonne copine. Avec un côté blasé elle est pourtant toujours partante pour profiter de sa vie de célibataire : faire la fête, bavarder entre filles, faire du shopping, boire un verre ...
- Gilles : Il est le collègue de travail de Joséphine. Assez macho, il est souvent taquin voire cassant auprès de Joséphine et ne se lasse pas d’écouter et de nourrir des ragots sur la vie de Joséphine.
- Sophie : Elle est la stagiaire timide de Joséphine et doit subir parfois sa mauvaise humeur.

### Amours
- Olivier : Il est le compagnon de Joséphine découvert dans le premier album. Olivier rencontre Joséphine lors d'une soirée et leur relation dure environ 6 mois. Olivier est le séducteur qui cherche une relation sans prise de tête et surtout sans engagement tandis que Joséphine espère une relation stable et romantique.
- Julien : Il est le compagnon de Joséphine après sa rupture avec Olivier. Julien rencontre Joséphine par l'intermédiaire de Cyril lors d'une soirée dans le deuxième album. Tout va bien entre Julien et Joséphine, il semble être un homme bien seulement pas toujours disponible. Son manque de disponibilité pour Joséphine se justifie par le fait que Julien est marié et qu'il a un enfant, ce qui ne laisse que la place de "maîtresse" à Joséphine.
- Simon : Il est le dernier compagnon de Joséphine. Il apparaît à la fin du deuxième album et tout au long du troisième album. Il rencontre Joséphine lorsqu'elle déménage et vend son ancien appartement. Il est plutôt cool, sans prise de tête, un peu enfantin mais ne fuit pas ses responsabilités. Il a donc aussi un côté mature et rassurant qui se traduit aussi par son allure de gros nounours velu.

### Autres personnages
- La gardienne : Mme Gigaux est une gardienne indiscrète qui ne se prive pas de dire ce qu'elle pense et s'immiscer dans la vie de Joséphine en lui rappelant constamment ce qui ne va pas dans sa vie avec des petits commentaires, des allusions ou parfois même un franc parler dérangeant.
- Alexandra : Dite Alex, elle est la nouvelle DRH. Très belle, très cool et très sympathique elle exaspère Joséphine qui apprend  qu'Alex va devenir la femme de Olivier son ex. Alex apparaît dans le deuxième album.